# Lisetta Carmi
Pour les articles homonymes, voir Carmi.
Annalisa Carmi dite Lisetta Carmi, née le 15 février 1924 à Gênes et morte à Cisternino le 5 juillet 2022, est une pianiste, puis photographe italienne, connue pour ses photos de travestis de Gênes et pour sa série sur le poète Ezra Pound.

## Biographie

### Pianiste
Lisetta Carmi est née à Gênes dans une famille bourgeoise juive. Douée pour la musique, elle entreprend des études de piano mais les lois raciales fascistes de 1938 la contraignent à abandonner le lycée. Elle continue ses études de piano, devient pianiste professionnelle, et donne des concerts jusqu'à l'âge de trente-cinq ans. Sa vie change en 1960 à l'occasion de la convocation à Gênes du sixième congrès du Mouvement social italien de Giorgio Almirante.
Elle décide alors de soutenir les mouvements d'opposition à la présence du congrès dans la ville.
Son professeur de piano, craignant pour ses mains, lui déconseille de se joindre aux manifestations du port. Carmi décide d'abandonner sa carrière pianistique pour se consacrer aux questions sociales.
« Risposi al maestro che, se le mie mani erano più importanti del resto dell'umanità, era inutile continuare a suonare. Da quel giorno smisi. »
« Je répondis à mon professeur que si mes mains étaient plus importantes que le reste de l’humanité, il était inutile de continuer à jouer du piano. De ce jour-là, j’arrêtai »
.

### Photographe
Avec l’ethnomusicologue Leo Levi, Lisetta Carmi part dans les Pouilles, où elle fait une série de clichés réussis. Elle décide d’apprendre la photographie en autodidacte et s'y consacre pendant une vingtaine d'années. À Gênes, elle travaille pour le Théâtre Duse (Gênes) (it) et dans les milieux artistiques de la ville. En 1964, elle réalise une série sur les travailleurs du port de Gênes, dont elle photographie aussi les lieux industriels (l'Italsider) et le cimetière monumental de Staglieno. Sur commande, elle photographie un accouchement à l'hôpital Galliera.
En 1965, ayant accepté une invitation à une fête, elle découvre le monde des travestis. Elle gagne leur confiance et les fréquente pendant cinq ans. Ils l'aident dans sa réflexion sur sa propre identité et sur l'identité sociale : « Je savais que je ne voulais pas me marier et je refusais le rôle que la société assignait aux femmes. Mon expérience avec les travestis m'a fait réfléchir au droit que nous avons tous à déterminer notre identité ». Avec empathie, elle fait une série de portraits, la première jamais réalisée sur ce milieu et publiée en 1972, sous le titre I travestiti. Le livre est jugé scandaleux et n'est pas exposé dans les librairies. Il est plus tard considéré comme un document important et est réédité.
En 1966, Lisetta Carmi accompagne un ami à Rapallo dans l'espoir de rencontrer  Ezra Pound. Le poète leur ouvre la porte, sort sur le seuil pendant quelques secondes, ne dit pas un mot, rentre et referme la porte. Pendant ces quelques minutes, Lisetta Carmi prend une vingtaine de clichés. Elle en sélectionne douze, récompensés par le Prix Niepce pour l'Italie.
Lisetta Carmi fait également une série de clichés en Sicile, publiés en 1977 avec des textes de Leonardo Sciascia.

### Spiritualité et mysticisme
Au cours de ses nombreux voyages, Lisetta Carmi rencontre en Inde le maître spirituel Haidakhan Babaji et décide d'abandonner la photographie et de fonder l'ashram de Cisternino en 1979, où elle s'est retirée.

## Expositions, 2010 - 2019
- 20 octobre 2018 - 24 mars 2019 : Lisetta Carmi. La bellezza della verità, musée de Rome du Trastevere[6].
- 13 novembre 2015 – 7 février 2016 : Lisetta Carmi. Il senso della vita. Ho fotografato per capire, Palais ducal de Gênes[7].
- 2014 : * Women. La rappresentazione del genere sessuale nelle opere di Pietro Ghizzardi e Lisetta Carmi, Musée MAI, Sospiro.

## Publications
- (it) I Travestiti, (avec Elvio Fachinelli), Rome, Essedi, 1972. Réimpression (avec Giovanni Battista Martini), Rome, Postcart, 2018.
- (it) Acque di Sicilia, textes de Leonardo Sciascia, photos de Lisetta Carmi, Bergame, Dalmine.
- (it) Ho fotografato per capire, Rome, Peliti Associati, 2014.

## Documentaires
- (it) Ha 94 anni, non fotografa da oltre 30 ma Lisetta Carmi affascina ancora con la bellezza della verità, Rai Scuola, 2018[8].
- Daniele Segre (it), réalisateur : Lisetta Carmi, un’anima in cammino, 2010[9].